# Зарічний (Ковернинський район)
Зарєчний (рос. Заречный) — селище в Ковернинському районі Нижньогородської області Російської Федерації.
Населення становить 62 особи. Входить до складу муніципального утворення Горєвська сільрада.

## Історія
Від 2009 року входить до складу муніципального утворення Горєвська сільрада.

## Населення
| 2002 | 2010 |
| ---- | ---- |
| 82   | ↘62  |